# あいつ今何してる?
『あいつ今何してる?』（あいついまなにしてる?、英称:What do you do now?）は、2015年よりテレビ朝日系列で放送されているドキュメントバラエティ番組。
当初は土曜の深夜帯にて放送を開始し、後に水曜のプライムタイムへと移動。6年にわたるレギュラー放送の終了後も、特番として断続的に放送が継続されている。

## 概要
週替りで登場するゲスト出演者の、学生時代の同級生が今何をしているのかを調査するというのが主な番組内容である。2018年12月12日放送分からはそれだけに留まらず、世間を騒がせた天才少年や少女の今や、ゲスト出演者を陰で支えてくれた人の今を調査する企画なども実施されている。
レギュラー出演者のうち、深夜時代には前番組『見る人が見た!!』からの続投となる久冨慶子（テレビ朝日アナウンサー）が進行を務め、ナレーションは小林星蘭が担当していた。後述のゴールデンタイムへの移行後は、同時間帯での前番組である『ナニコレ珍百景』からの続投という形で、お笑いトリオのネプチューンが新たにMCに就任。進行は林美沙希（テレビ朝日アナウンサー）へと交代した。ナレーションは前出の小林に加え、不定期ではあるが三森すずこが担当することもあった。
レギュラー放送開始以前に特番としての放送実績が複数あり、第1回は『お願い!ランキング』特別編として同番組の第1部内で放送され、第2回は土曜16:00 - 16:42に放送された。レギュラー放送の開始は2015年10月11日（10日深夜）で、当時は毎週日曜（土曜深夜）0:45 - 1:15の30分番組として放送されていた。2016年に入ると、1月20日に初のゴールデンタイムでの特番放送を経て、同年4月6日より『ナニコレ珍百景』の後番組として、水曜19時台へと放送時間帯を変更。放送開始からわずか半年でゴールデンタイムへの進出を果たすとともに、1時間番組へと拡大する形となった。
その後も、番組タイトルロゴ刷新（2020年7月1日放送分）や、開始時間の15分前倒し（18:45 - 20:00、2020年10月改編）など様々な変更も加えられつつ、最終的にレギュラー放送は2021年9月22日放送分までの約6年間、全207回にわたって継続された。レギュラー放送終了後も、2022年1月26日には2時間スペシャルとして復活し、その後も2024年現在までに3度の特番が放送されている。

## 出演者
MC
- ネプチューン（名倉潤・原田泰造・堀内健）[9]

アシスタント
- 久冨慶子（テレビ朝日アナウンサー） - 初代（深夜時代）
- 林美沙希（テレビ朝日アナウンサー） - 2代目（ゴールデン移行後より）
- 林美桜 （テレビ朝日アナウンサー） - 3代目

ナレーション
- 小林星蘭 - 深夜時代より
- 三森すずこ - ゴールデン不定期[10]

## ネット局

### 深夜番組時代
| 放送対象地域 | 放送局              | 系列           | 放送日時                           | ネット状況 |
| ------------ | ------------------- | -------------- | ---------------------------------- | ---------- |
| 関東広域圏   | テレビ朝日（EX）    | テレビ朝日系列 | 日曜 0:45 - 1:15（土曜深夜）       | 制作局     |
| 福島県       | 福島放送（KFB）     | テレビ朝日系列 | 日曜 0:45 - 1:15（土曜深夜）       | 同時ネット |
| 秋田県       | 秋田朝日放送（AAB） | テレビ朝日系列 | 月曜 1:40 - 2:10（日曜深夜）       | 遅れネット |
| 青森県       | 青森朝日放送（ABA） | テレビ朝日系列 | 火曜 0:15 - 0:45（月曜深夜）       | 遅れネット |
| 長野県       | 長野朝日放送（abn） | テレビ朝日系列 | 土曜 1:25 - 1:55（金曜深夜）       | 遅れネット |
| 鹿児島県     | 鹿児島放送（KKB）   | テレビ朝日系列 | 火曜 1:25 - 1:55（月曜深夜）不定期 | 遅れネット |

### ゴールデンタイム時代
- 2020年4月からは全編ローカルセールス枠となっているため、テレビ朝日以外の通常時同時ネット局でも、局の編成の都合で臨時に遅れネットまたは非ネットとすることがあり、2時間以上のSPの場合は20:00からの短縮版をテレビ朝日からの裏送り同時ネットでの放送となった。
- 19:54に飛び降りポイントが設けられているため、テレビ朝日以外の通常時フルネット局でも臨時に19:54飛び降りとすることがある一方、テレビ朝日での終了6分前の19:54で飛び降りとなるネット局が臨時フルネットとすることがあった。
- 事前枠（18:45 - 19:00）のネット局では、時刻表示を行っているが、番組送出ではなく各局別の送出となっており、全く表示していない局もあった。
- 枠移動後第2回・第26回・第38回・第41回・第42回・第47回に限って通常放送であっても、通常時19:54飛び降り局[注 2]でも臨時フルネットで放送。
- 2018年2月7日は、当初通常通り放送予定だったが、『独占緊急特報!!貴乃花親方105日沈黙破りすべてを語る』（19:00 - 20:54）を急遽放送のため休止。

全編ローカルセールス枠移行後（レギュラー放送終了時点）
| 放送対象地域   | 放送局                       | 系列                                         | 放送日時                     | ネット状況                                   | 備考      |
| -------------- | ---------------------------- | -------------------------------------------- | ---------------------------- | -------------------------------------------- | --------- |
| 関東広域圏     | テレビ朝日（EX）             | テレビ朝日系列                               | 水曜 18:45 - 20:00           | 制作局                                       | 制作局    |
| 岩手県         | 岩手朝日テレビ（IAT）        | テレビ朝日系列                               | 水曜 18:45 - 20:00           | 同時フルネット                               |           |
| 福島県         | 福島放送（KFB）              | テレビ朝日系列                               | 水曜 18:45 - 20:00           | 同時フルネット                               | [ 注 4 ]  |
| 愛媛県         | 愛媛朝日テレビ（eat）        | テレビ朝日系列                               | 水曜 18:45 - 20:00           | 同時フルネット                               | [ 注 4 ]  |
| 熊本県         | 熊本朝日放送（KAB）          | テレビ朝日系列                               | 水曜 18:45 - 20:00           | 同時フルネット                               |           |
| 北海道         | 北海道テレビ（HTB）          | テレビ朝日系列                               | 水曜 19:00 - 20:00           | 同時ネット （19:00飛び乗り）                 |           |
| 青森県         | 青森朝日放送（ABA）          | テレビ朝日系列                               | 水曜 19:00 - 20:00           | 同時ネット （19:00飛び乗り）                 |           |
| 宮城県         | 東日本放送（KHB）            | テレビ朝日系列                               | 水曜 19:00 - 20:00           | 同時ネット （19:00飛び乗り）                 |           |
| 山形県         | 山形テレビ（YTS）            | テレビ朝日系列                               | 水曜 19:00 - 20:00           | 同時ネット （19:00飛び乗り）                 |           |
| 静岡県         | 静岡朝日テレビ（SATV）       | テレビ朝日系列                               | 水曜 19:00 - 20:00           | 同時ネット （19:00飛び乗り）                 | [ 注 5 ]  |
| 新潟県         | 新潟テレビ21（UX）           | テレビ朝日系列                               | 水曜 19:00 - 20:00           | 同時ネット （19:00飛び乗り）                 |           |
| 山口県         | 山口朝日放送（yab）          | テレビ朝日系列                               | 水曜 19:00 - 20:00           | 同時ネット （19:00飛び乗り）                 |           |
| 香川県・岡山県 | 瀬戸内海放送（KSB）          | テレビ朝日系列                               | 水曜 19:00 - 20:00           | 同時ネット （19:00飛び乗り）                 | [ 注 6 ]  |
| 福岡県         | 九州朝日放送（KBC）          | テレビ朝日系列                               | 水曜 19:00 - 20:00           | 同時ネット （19:00飛び乗り）                 |           |
| 長崎県         | 長崎文化放送（ncc）          | テレビ朝日系列                               | 水曜 19:00 - 20:00           | 同時ネット （19:00飛び乗り）                 |           |
| 大分県         | 大分朝日放送（OAB）          | テレビ朝日系列                               | 水曜 19:00 - 20:00           | 同時ネット （19:00飛び乗り）                 |           |
| 鹿児島県       | 鹿児島放送（KKB）            | テレビ朝日系列                               | 水曜 19:00 - 20:00           | 同時ネット （19:00飛び乗り）                 |           |
| 沖縄県         | 琉球朝日放送（QAB）          | テレビ朝日系列                               | 水曜 19:00 - 20:00           | 同時ネット （19:00飛び乗り）                 |           |
| 石川県         | 北陸朝日放送（HAB）          | テレビ朝日系列                               | 水曜 18:45 - 19:54           | 同時ネット （19:54飛び降り）                 | [ 注 7 ]  |
| 広島県         | 広島ホームテレビ（HOME）     | テレビ朝日系列                               | 水曜 18:45 - 19:54           | 同時ネット （19:54飛び降り）                 | [ 注 8 ]  |
| 秋田県         | 秋田朝日放送（AAB）          | テレビ朝日系列                               | 水曜 19:00 - 19:54           | 同時ネット （19:00飛び乗り、 19:54飛び降り） | [ 注 9 ]  |
| 長野県         | 長野朝日放送（abn）          | テレビ朝日系列                               | 水曜 19:00 - 19:54           | 同時ネット （19:00飛び乗り、 19:54飛び降り） | [ 注 10 ] |
| 中京広域圏     | 名古屋テレビ（メ〜テレ/NBN） | テレビ朝日系列                               | 水曜 19:00 - 19:54           | 同時ネット （19:00飛び乗り、 19:54飛び降り） |           |
| 近畿広域圏     | 朝日放送テレビ（ABC TV）     | テレビ朝日系列                               | 水曜 19:00 - 19:54           | 同時ネット （19:00飛び乗り、 19:54飛び降り） | [ 注 12 ] |
| 鳥取県・島根県 | 日本海テレビ（NKT）          | 日本テレビ系列                               | 木曜 1:00 - 2:00（水曜深夜） | 遅れネット                                   |           |
| 宮崎県         | テレビ宮崎（UMK）            | フジテレビ系列 日本テレビ系列 テレビ朝日系列 | 不定期放送                   | 遅れネット                                   |           |

## スタッフ
ゴールデンタイム現在（2021年4月以降）
- 構成：そーたに、樅野太紀、谷口マサヒト、楠田信行、中野俊成、竹村武司
- TM：福元昭彦（テレビ朝日、一時離脱→復帰）
- TD：宮本邦慶（以前はカメラ）
- カメラ：土方希、千ヶ崎裕介（千ヶ崎→以前はTD）、保坂健一【週替り】
- VE：山崎香歩、橋本潤【週替り】
- VTR：弓立寛子（以前はVE）、苫米地要二【週替り】
- 音声：細川美枝
- 照明：三澤孝至
- TK：池田真梨絵
- 美術・デザイン：遠藤由香
- 美術進行：清水基恵
- 大道具：千葉勇治（一時離脱►復帰）
- 小道具：塚谷将朗
- 電飾：竹本武司
- 装飾：武村(宇都宮)沙織
- 植木：鈴木まさし
- モニター：南幅創太
- ヘアメイク：川口カツラ店
- 編集：山本良
- MA：前田悠貴、須藤幹成（須藤→一時離脱►復帰）【週替り】
- 音効：波多野精二
- 編成：宇喜多宏美、吉添智威（テレビ朝日）
- 宣伝：石田京子（テレビ朝日）
- デスク：河野朋恵（以前はデスク→アシスタントプロデューサー）
- 美術協力：テレビ朝日クリエイト
- 技術協力：テイクシステムズ、TSP
- 制作協力：トップシーン
- アシスタントディレクター：一場輝、浄徳智佳、奈良部友美、山口ひとみ、叶野優奈、竹内卓也、奈良麻凜、眞坂知夢、井宮権人、土橋快、川名智也、市川紗妃、及川愛日、河島圭汰【週替り】
- アシスタントプロデューサー：杉原亮一（アール）、桑田絵理、向井美科、野津彩乃、平野束紗
- ディレクター：石岡孝利、塚田正道（ケイマックス）、藤野義明（ばんぺいゆ）、鈴木靖広、白岩大輔（SHO-GUN）、中原芳、足立達哉、田中友洋、田中健太（84）、小林賢一、佐藤一輝、森部裕治郎・河村啓司・渡邊淳子・山野上愛（エスピーボーン）、吉村涼平、児玉アトム、玉田康人・松田峻一・俵木花純（トップシーン）（玉田・渡邊淳・山野上・松田・俵木→共に以前はアシスタントディレクター）
- プロデューサー：山内智未（テレビ朝日）、越後圭祐（テレビ朝日）、山地里加（トップシーン）、菅間和彦、徳江長政（エスピーボーン）、平佐智子（ケイマックス）、今井真木子、岩下英雅、上岡恵莉華（越後→以前はディレクター、山地・上岡→共に以前はアシスタントプロデューサー）
- 演出・プロデューサー：芦田太郎（テレビ朝日）
- ゼネラルプロデューサー：髙橋正輝（テレビ朝日、2021年7月21日 - ）
- 制作著作：テレビ朝日

### 過去のスタッフ
- 構成：松橋周太呂
- TM：太田憲治、福原正之、長谷川正和、高田格（高田→一時離脱→復帰）
- TD：住田清志
- TD/カメラ：石渡剛、時田将光
- VE：細谷公助、橋口司、山田由香、小松淳、菅野明弘
- 音声：江尻和茂
- VTR：木島洋、小松淳、高橋秀文、時見正和、丸山知香、中田啓介、斎藤弘幸、平田壮之介、駒井譲、北本崇、田邊斉、津田翔平、菅原将、小林祐輝、中村優介、小川博、南那美、中村凌、伊藤和博、山本夏美、齋藤弘幸
- 照明：粟屋俊一、江頭儀浩、山本美奈子
- 美術・デザイン：井磧紳介、山下高広、森永牧子、出口智浩
- 大道具：鈴木美月、粟田祥吾、安藤由衣
- 小道具：宮本恵美子、鳴嶋篤史
- 装飾：(有)フルール•ノンノン
- モニター：鈴木準司
- 編集：大村宗資、玉置謙一、渡邉遼、前田孝介
- MA：阿部哲也
- 編成：瀧川恵、山本文隆（山本→一時離脱►復帰）、田中真由子、岩井健太郎、小谷知輝、佐野主鉱、馬渕真太朗、新谷拓也、上野洋輔（上野→以前はプロデューサー►一時離脱）
- 宣伝：椿本晶子、石田みう、高橋彩、齋藤利紗子
- デスク：岩野美保
- 技術協力：IMAGICA
- アシスタントディレクター：中田すばる、横山裕子、飯山恭生、雲田健、石原維緒奈、江口晶美、浅野洋司、眞田貴啓、女屋麻貴、本川葵、輪島美雪
- アシスタントプロデューサー：反り目尚美、田村奈津季
- ディレクター：前田桂、名田圭佑、平澤祥多、山村綾（山村→一時離脱►復帰）、福地剛、渡邊桃子
- プロデューサー：梶山貴弘、永瀬琢也
- ゼネラルプロデューサー：粟井淳、荒井祥之（荒井→2017年7月19日 - 2021年6月23日、以前はプロデューサー）

### 深夜番組時代
- 構成：そーたに、樅野太紀、谷口マサヒト、松橋周太呂
- TD：住田清志、玉出康裕
- カメラ：保坂健一
- VE：山田由香、伊藤和博
- 音声：猪俣晃、平井保
- VTR：小林恭大、松田祐児
- 照明：粟屋俊一、金村悟史
- 美術・デザイン：小谷知輝
- 美術進行：清水基恵、高木宏昌
- TK：池田真梨絵
- 編集：大村宗資
- MA：阿部哲也
- 音効：波多野精二
- 編成：瀧川恵、小谷知輝（小谷→以前は美術・デザイン）、佐野主紘
- 宣伝：椿本晶子
- 美術協力：テレビ朝日クリエイト
- 技術協力：テイクシステムズ、IMAGICA
- 制作協力：トップシーン
- ディレクター：塚田正道、藤野義明/石岡孝利、鈴木靖広、中原芳、竹内まさみ
- アシスタントプロデューサー：杉原亮一（アール）
- プロデューサー：荒井祥之（テレビ朝日）、永瀬琢也（トップシーン）
- 演出・プロデューサー：芦田太郎（テレビ朝日）
- ゼネラルプロデューサー：粟井淳（テレビ朝日）
- 制作著作：テレビ朝日

### 復活特番時代
- 構成：そーたに、樅野太紀、谷口マサヒト、中野俊成、竹村武司
- TM：大槻和也（第4弾-）
- TD：宮本邦慶
- カメラ：石黒康一（第7弾）
- VE：山﨑香歩（第1-3,6弾-）
- 音声：内田楓（第7弾）
- 照明：山本美奈子（第3,5弾-）
- TK：池田真梨絵
- 美術・デザイン：遠藤ゆか（第2,4弾-、第1,3弾は由香名義）
- 美術進行：清水基恵
- 大道具：千葉勇治（第1-3,5弾-）
- 小道具：塚谷将朗
- 電飾：竹本武司
- 装飾：宇都宮沙織（第1-4,6弾-）
- 植木：鈴木まさし
- モニター：下津有人（第7弾）
- ヘアメイク：川口カツラ店
- 編集：山本良（第3,5弾-）
- MA：前田悠貴（第1,2,4弾-）
- 音効：波多野精二
- 編成：清水正太郎、辻慈生（共にテレビ朝日、清水→第7弾、辻→第2-4,7弾）
- 宣伝：石田京子（テレビ朝日）
- デスク：相馬恵美（テレビ朝日）
- 美術協力：テレビ朝日クリエイト
- 技術協力：テイクシステムズ、TSP、東京オフラインセンター（東京→第2-5,7弾）
- 制作協力：トップシーン
- アシスタントディレクター：片野周、近藤榛香、塚田侑里香、岡田潤、中瀬勝太、飯田海央、澤谷兼（片野→第5,7弾、近藤→第3弾-、塚田・岡田・中瀬・飯田→第7弾、澤谷→第6弾-）
- アシスタントプロデューサー：桑田絵理、野津彩乃
- ディレクター：白岩大輔（SHO-GUN）、玉田康人（トップシーン）、一場輝、河村啓司・森部裕治郎（エスピーボーン）、河島圭汰、山口ひとみ、竹内卓也（一場→第5弾-、第1弾はアシスタントディレクター、河島→第4弾-、第1-3弾はアシスタントディレクター、山口→第2弾-、竹内→第7弾、第1-3,6弾はアシスタントディレクター、森部→第5,7弾）
- プロデューサー：越後圭祐（テレビ朝日）、山地里加（トップシーン）、菅間和彦、徳江長政（エスピーボーン）
- 演出：塚田正道（第4弾-、ケイマックス、第1-3弾はディレクター）
- ゼネラルプロデューサー：髙橋正輝（テレビ朝日）
- 制作著作：テレビ朝日

#### 過去のスタッフ（復活特番時代）
- 構成：楠田信行、北健一郎（北→第2-4弾）
- TM：福元昭彦（第1-3弾）
- カメラ：千ヶ崎裕介（第1弾）、藤原朋巳（第2弾）、小林咲希（第3弾）、宮内大翼（第4弾）、首藤祥太（第5,6弾）
- VE：菅野明弘（第4弾、第1弾はVTR）、齋藤弘幸（第5弾）
- VTR：橋本潤（第2,3,6弾）、渡部彪（第4弾）、月原佑基（第5弾）
- 音声：細川美枝（第1弾）、安食愛美（第2-5弾）、平井保（第6弾）
- 照明：三澤孝至（第1,2,4弾）
- 大道具：吉村宏嗣（第4弾）
- 装飾：島田祥子（第5弾）
- モニター：南幅創太（第1-4,6弾）、鈴木準司（第5弾）
- 編集：小原太希（第1弾）、田村友里絵（第2,4弾）
- MA：須藤幹成（第3弾）
- 編成：宇喜多宏美、吉添智威（共に第1,2弾）、熊谷和也（第2-6弾）、長岡大河（第5,6弾）
- アシスタントディレクター：奈良部友美、塩見実季（共に第1弾）、高橋桂一、浅沼蒼（共に第1,2弾）、中原壽陽（第2弾）、板谷咲季、伊藤美梨子（共に第3弾）、叶野優奈（第2,4弾）、橋尾侑（第3-6弾）、久保田颯、田中雄希（共に第4-6弾）、櫻井佑、内堀由紀奈、吉冨葵、岩名美月（共に第6弾）
- アシスタントプロデューサー：向井美科（第1-6弾）
- ディレクター：山野上愛・渡邊淳子（エスピーボーン、渡邊→第2弾）、鈴木靖広、松田峻一（トップシーン）（共に第5弾）
- プロデューサー：岩下英雅（テレビ朝日映像、第1,5,6弾）
- 演出・プロデューサー：芦田太郎（当時・テレビ朝日）